# 아밀카레 폰키엘리

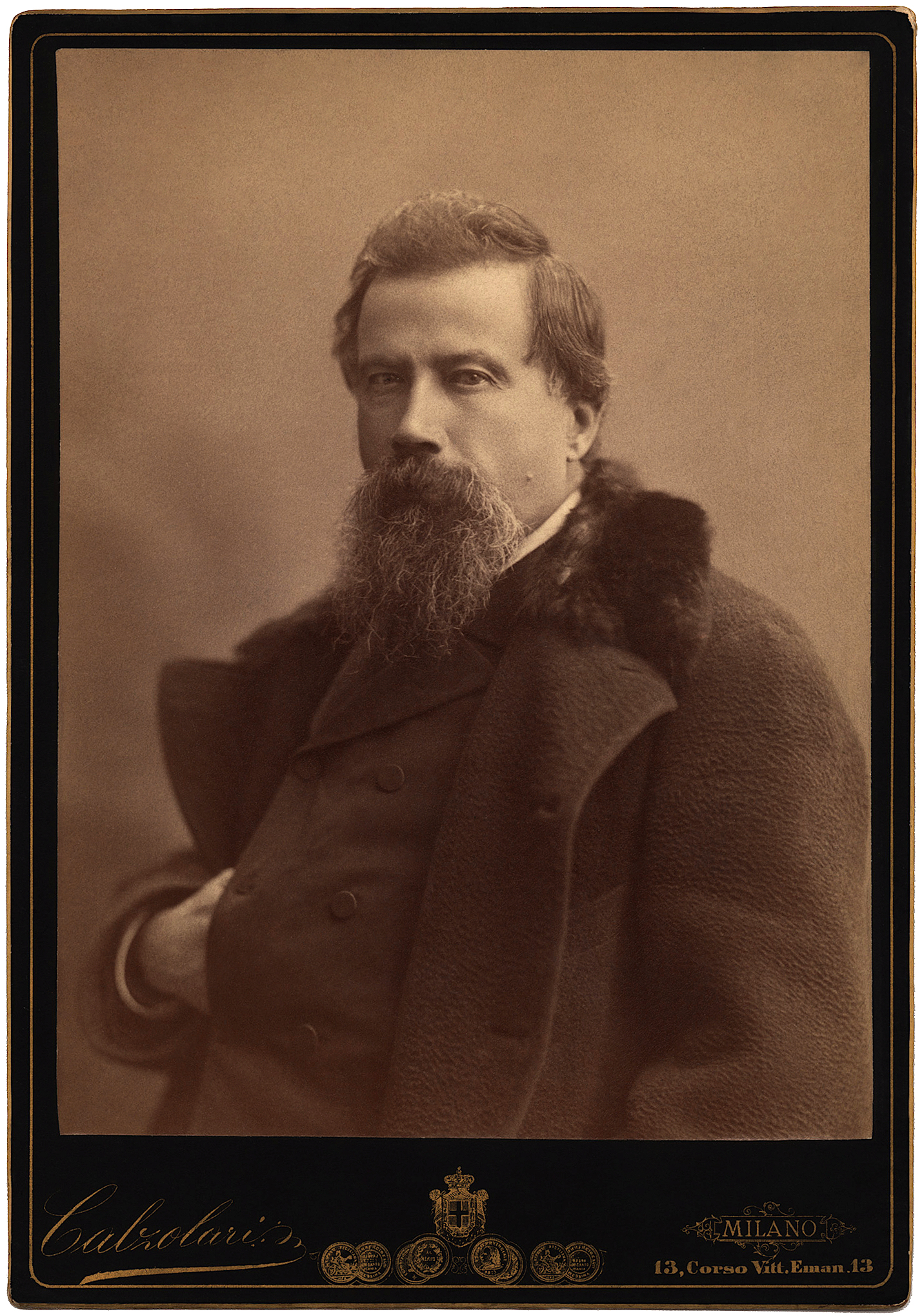

아밀카레 폰키엘리(Amilcare Ponchielli, 1834-1886)는 이탈리아의 작곡가이다. 작곡가로서는 오페라 <조콘다> 하나만으로 지금까지 이름을 남겼다. 이 오페라 가운데의 관현악을 위한 <때의 춤>은 오페라에서 독립하여 자주 연주되고 있다. 오르간도 잘 연주하여, 이탈리아 각지의 대성당 오르가니스트·악장·음악원 교수로 일생을 보냈다..